# Saint-Léger-sur-Vouzance
Saint-Léger-sur-Vouzance ist eine französische Gemeinde mit 259 Einwohnern (Stand: 1. Januar 2022) im Département Allier in der Region Auvergne-Rhône-Alpes (vor 2016 Auvergne); sie gehört zum Arrondissement Vichy und zum Kanton Dompierre-sur-Besbre.

## Geographie
Saint-Léger-sur-Vouzance liegt etwa 58 Kilometer ostsüdöstlich von Moulins am Rand der Landschaft Bourbonnais. Umgeben wird Saint-Léger-sur-Vouzance von den Nachbargemeinden Molinet im Norden, Chassenard im Nordosten und Osten, Luneau im Süden, Saint-Didier-en-Donjon im Südwesten sowie Le Pin im Westen. 

## Bevölkerungsentwicklung
| Jahr                       | 1962 | 1968 | 1975 | 1982 | 1990 | 1999 | 2006 | 2011 | 2019 |
| Einwohner                  | 421  | 398  | 353  | 343  | 350  | 312  | 291  | 276  | 265  |
| Quellen: Cassini und INSEE |      |      |      |      |      |      |      |      |      |

## Sehenswürdigkeiten
- Ehemalige Turmhügelburg (Motte)
- Kirche Saint-Léger aus dem 12. Jahrhundert

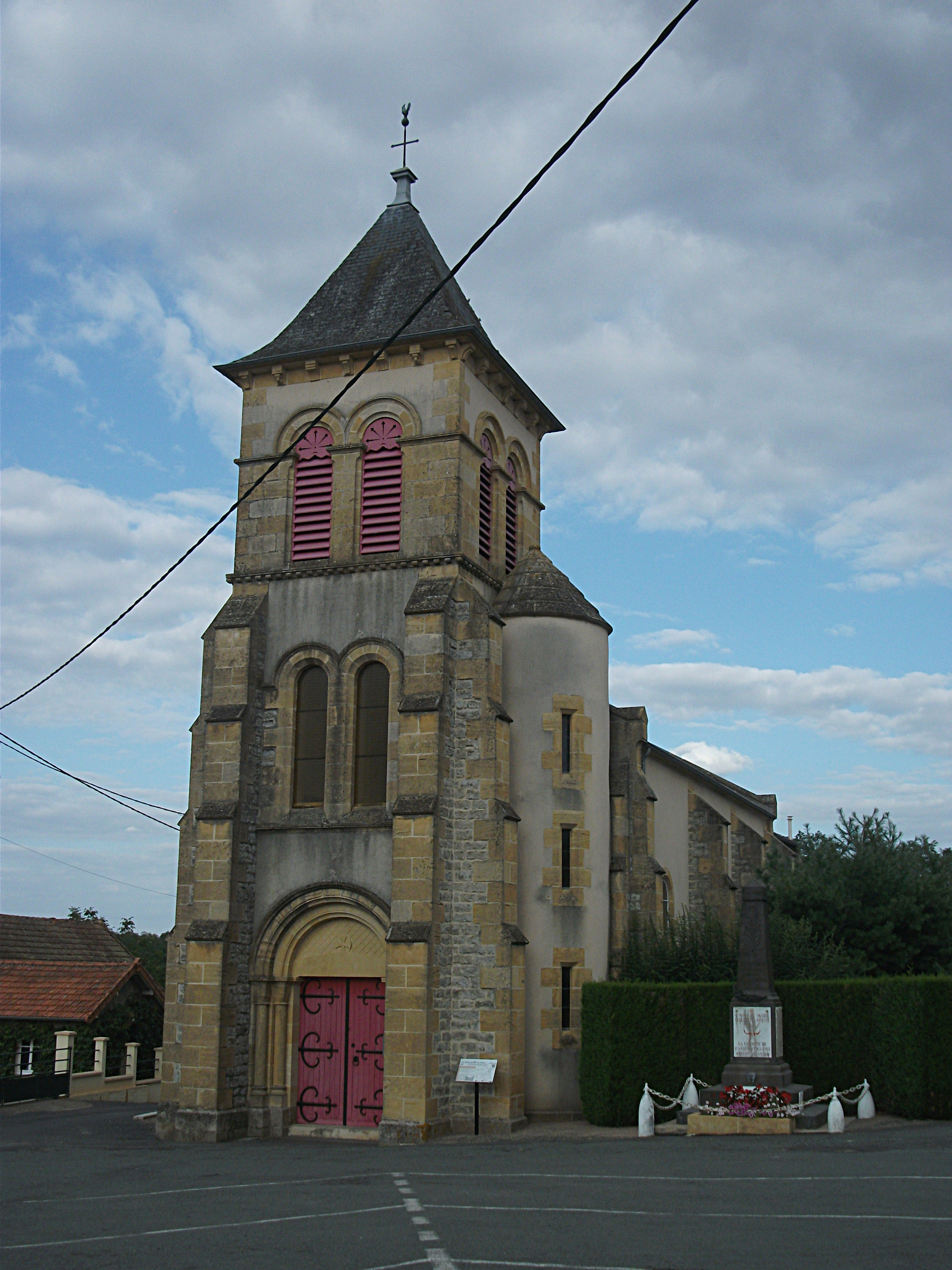
Kirche Saint-Léger